# Gatecoin
Gatecoin est un échangeur de bitcoins basé à Hong Kong, crée en juillet 2013 par un ancien banquier d'affaires, Aurélien Menant. Cette entreprise est la seule entreprise spécialisée dans le bitcoin à être incubée par Hong Kong Science and Technology Parks Corporation, un organisme statutaire du Gouvernement de Hong Kong. Gatecoin est aussi incubé par Tuspark business park à Nanjing.
Au premier trimestre 2015, Gatecoin avait levé 500,000 US dollars de fonds provenant de Business angels.
Gatecoin a rejoint le programme d'accélération SuperCharger centré sur les FinTech et sponsorisé par Baidu et Standard Chartered en janvier 2016,.
Le 30 mai 2019, Gatecoin a déclaré sur le site Web l'annonce de sa liquidation par le tribunal de Hong Kong, a nommé un liquidateur provisoire et a immédiatement cessé ses activités.

## Services
Gatecoin est le premier échangeur de bitcoins à offrir des comptes clients ségrégués en Europe,,, et est l'un des premiers à être licencié en tant qu'opérateur de services monétaires à Hong Kong,. Un article du journal CoinDesk  explique : “Cela signifie que les fonds des clients sont gardés dans des comptes bancaires séparés des fonds opérationnels de l'entreprise Gatecoin, et par conséquent les clients sont assurés de voir leurs fonds retournés si un problème financier de force majeure venait à affecter les fonds opérationnels de l'entreprise.”
La plate forme d'échange permet aux utilisateurs d'échanger du bitcoin et trois devises: US dollar, Euro, et Hong Kong dollar. Gatecoin a lancé sa plate forme de trading fin 2014,.  L'équipe a maintenant une présence française.

## Visibilité
Gatecoin a gagné le prix Talent Unleashed de la meilleure startup pour la région Asie Centrale et du Sud Est en 2014, dont le jury incluait Sir Richard Branson, et Steve Wozniak,.
Dans un débat organisé par Startup Asia Aurélien Menant et Richard Jerram, Chef économiste de Bank of Singapore, ont débattu sur la possibilité que Bitcoin devienne mainstream,. Richard Jerram remporta le débat.
Plus récemment, Gatecoin faisait partie des 20 Startups à suivre de près à Hong Kong en 2015.

## Régulation à Hong Kong
Gatecoin est licenciée en tant qu' opérateur de services monétaires à Hong Kong et bien que le Legislative Council of Hong Kong ait declaré que la régulation de bitcoin n'est pas nécessaire, il a aussi ajouté que les échangeurs de Bitcoin à Hong Kong doivent se conformer aux lois existantes et au cadre règlementaire. Selon le Secrétaire au Trésor, Professeur K C Chan: “Les institutions financières doivent se conformer continuellement via un audit des risques clients et une maintenance des bases de données lorsqu'ils établissent or créent une relation commerciale avec des clients qui sont opérateurs d'entreprises liées aux biens virtuels”. Cette position a poussé Menant à dire que "L'endroit où le Bitcoin a le plus fort potentiel, c'est l'Asie. La régulation financière ici est aussi une des plus avantageuses au monde". Cependant, par opposition avec la clarté de la règlementation, le gouvernement de Hong Kong a réitéré ses avertissements relatifs à la spéculation autour du Bitcoin,.